# 圣格雷瓜尔达代讷
圣格雷瓜尔达代讷（法語：Saint-Grégoire-d'Ardennes，法語發音：[sɛ̃ ɡʁeɡwaʁ daʁdɛn]）是法国滨海夏朗德省的一个市镇，位于该省东南部，属于容扎克区。

## 地理
圣格雷瓜尔达代讷（45°30'20"N, 0°29'42"W）面积3.5 平方千米，位于法国新阿基坦大区滨海夏朗德省，该省份为法国西部滨海省份，北起旺代省，西临大西洋，南至吉倫特省，东南接多爾多涅省，东北接德塞夫勒省接壤，东临夏朗德省。
与圣格雷瓜尔达代讷接壤的市镇（或旧市镇、城区）包括：瑟涅河畔弗莱阿克、马里尼亚克、莫纳克、圣乔治-昂蒂尼亚克。

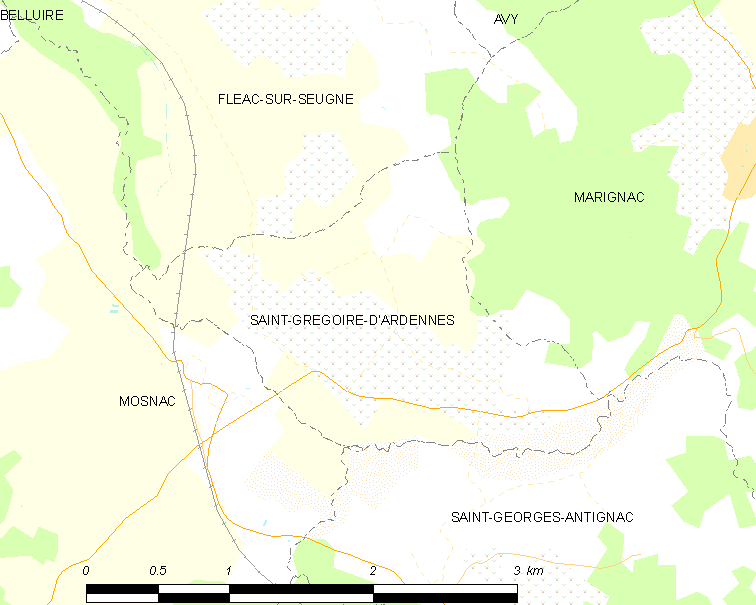
圣格雷瓜尔达代讷的OSM定位图

圣格雷瓜尔达代讷的时区为UTC+01:00、UTC+02:00（夏令时）。

## 行政
圣格雷瓜尔达代讷的邮政编码为17240，INSEE市镇编码为17343。

## 政治
圣格雷瓜尔达代讷所属的省级选区为蓬镇县。

## 人口

1962-2008年间圣格雷瓜尔达代讷人口变化图示

圣格雷瓜尔达代讷于2022年1月1日时的人口数量为144人。